# Діланян Тельман Артаваздович
Тельман Артаваздович Діланян (нар. 30 січня 1945, тепер Вірменія) — вірменський радянський діяч, секретар ЦК КП Вірменії. Депутат Верховної ради Вірменської РСР 10—11-го скликань, народний депутат Вірменської РСР з 1990 по 1995 рік. Кандидат економічних наук.

## Життєпис
У 1967 році закінчив Вірменський сільськогосподарський інститут.
Член КПРС з 1967 року.
У 1967—1972 роках — науковий співробітник науково-дослідного інституту економіки і організації сільського господарства Вірменської РСР.
У 1972—1977 роках — інструктор, завідувач сектору відділу сільського господарства ЦК КП Вірменії.
У 1977—1979 роках — заступник міністра сільського господарства Вірменської РСР; заступник завідувача відділу сільського господарства ЦК КП Вірменії.
З 1979 року — 1-й секретар Мегринського районного комітету КП Вірменії.
До липня 1986 року — інструктор ЦК КПРС у Москві.
10 липня 1986 — 18 серпня 1990 року — секретар ЦК КП Вірменії.
У 1990—1995 роках — народний депутат Вірменської РСР, позафракційний. Член Аграрної демократичної партії Вірменії (АДПВ).
Подальша доля невідома.